# Свято-Миколаївський храм (Любимівка)
Свято-Миколаївський храм - храм Дніпропетровська єпархія УПЦ (МП), що розташоване у селі Любимівка Дніпровського району Дніпропетровської області.
Адреса храму: Дніпропетровська область, село Любимівка.

## Історія
Свято-Миколаївський храм села Любимівка було побудовано за особистий кошт місцевого поміщика Олексія Максимовича Синельникова. 21 листопада 1784 року врочисто поклали основу майбутнього храму.
13 листопада 1785 року дерев'яний Свято-Миколаївська храм було освячено й проведено першу літургію.
Однокупольний храм з пов'язаною дзвіницею було побудовано у вигляді хреста.
Більшовики закрили Свято-Миколаївський храм й переобладнали під клуб. 
Богослужіння у храмі поновилися 1942 року за німецької влади. У 1944 році прямим влученням снаряду совіцької армії храм було повністю зруйновано й спалено.
У 1993 році була зареєстрована церковна громада. У жовтні 1997 року було закладено перший камінь у фундамент майбутнього храму.
Поруч зі Свято - Миколаївським храмом побудований хрестинний храм, на честь 40 севастійських мучеників.